# Ефор (1900 – 1901)
„Ефор“ (на френски: L'Effort) с подзаглавие Лист на македонските революционери е вестник на българските студенти в Женева, Швейцария.
Излиза два пъти месечно на френски език от 15 март 1900 до 15 май 1901 година. Общо излизат 23 броя. Редактор е Симеон Радев, подпомаган от Владимир Робев. Вестникът цели да запознава европейското обществено мнение с положението на Македония и Одринско в Османската империя и с македоно-одринското освободително движение. Финансиран е от Върховния македоно-одрински комитет на Борис Сарафов. Според Владимир Руменов за вестника са похарчени повече от 15 000 лева.